# Talladega County
Talladega County är ett county i delstaten Alabama, USA. År 2010 hade countyt 82 291 invånare. Den administrativa huvudorten (county seat) är Talladega. 
Talladega är känd för Talladega Superspeedway som är den största speedwaybanan i världen. Den används även för NASCAR-lopp. 

## Geografi
Enligt United States Census Bureau har countyt en total area på 1 968 km². 1 914 km² av den arean är land och 54 km² är vatten.

### Angränsande countyn
- Calhoun County, Alabama - nord
- Cleburne County, Alabama - nordöst
- Clay County, Alabama - öst
- Coosa County, Alabama - syd
- Shelby County, Alabama - sydväst
- St. Clair County, Alabama - nordväst